# Schwarzer Neon
Der Schwarze Neon (Hyphessobrycon herbertaxelrodi), auch Schwarzer Flaggensalmler genannt, ist ein Süßwasserfisch, der im Stromgebiet des oberen Río Paraguay und anderen Gewässern des Mato Grosso vorkommt. Die Art wurde 1961 durch den französischen Ichthyologen Jacques Géry beschrieben und zu Ehren des Fischexperten und Autors aquaristischer Fachliteratur Herbert R. Axelrod benannt.

## Merkmale
Weibliche Schwarze Neons erreichen eine Körperlänge von 4 cm, Männchen bleiben kleiner. Der Körper ist gestreckt und seitlich stark abgeflacht. Die Grundfärbung ist oberseits graubraun bis bräunlich mit einer feinen, dunklen Netzzeichnung, die durch dunkle Schuppenränder hervorgerufen wird. Die Bauchseite ist silbrig. Zwei kräftige Längsbänder, von denen das obere leuchtend hellblau oder grasgrün bis gelbgrün irisiert und das untere tiefschwarz und unten nur unscharf begrenzt ist, erstrecken sich vom Kiemendeckelrand bis zur Schwanzflossenbasis. Das schwarze Band reicht noch bis auf die mittleren Schwanzflossenstrahlen. Die kurze, hohe Rückenflosse wird von zwei einfachen und neun verzweigten Flossenstrahlen gestützt, die lange Afterflosse von vier einfachen und 21 verzweigten Flossenstrahlen. Entlang einer mittleren Längsreihe zählt man 32 bis 34 Schuppen, sieben bis acht davon begleiten die unvollständige Seitenlinie. Der obere Abschnitt der Iris ist kräftig rot, der untere irisiert grünlich. Die Flossen sind transparent mit einem gelblichen Schimmer. Die Geschlechter können durch die schlankere Gestalt der Männchen und ihre weniger gebogene Bauchlinie unterschieden werden.

## Lebensweise
Schwarze Neons sind Gruppenfische, die vor allem bei äußerer Bedrohung Tendenzen zur Schwarmbildung zeigen. Sie ernähren sich von Würmern, kleinen Krebstieren und pflanzlichem Material. In Aquarienhaltung halten sie sich in mittleren und oberen Wasserschichten auf. Wie alle Hyphessobrycon-Arten sind Schwarze Neons Freilaicher, die nach heftigem Treiben knapp unterhalb der Wasseroberfläche ablaichen. Die Larven schlüpfen je nach Wassertemperatur nach 24 bis 30 Stunden. Bei Aquarienzuchten gibt es oft einen Überschuss an Männchen. Die Männchen werden erst mit einem Alter von mehr als einem Jahr geschlechtsreif.

## Systematik

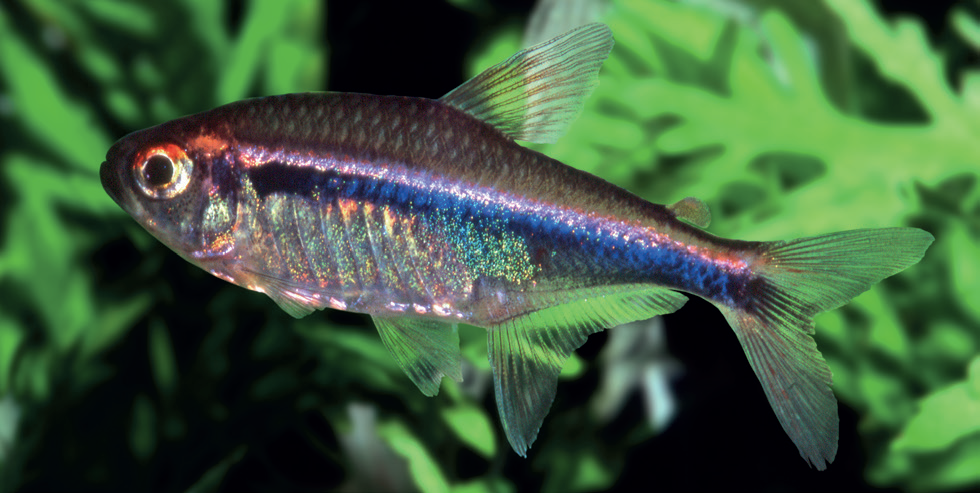
Hyphessobrycon agulha

Der Schwarze Neon ist nicht nah mit den Neonfischen der Gattung Paracheirodon verwandt, sondern gehört zur Gattung Hyphessobrycon, die durch die Bezahnung und die unbeschuppte Basis der Schwanzflosse diagnostiziert wird. Innerhalb der nicht monophyletischen Gattung Hyphessobrycon gehört der Schwarze Neon zu einer Artengruppe von relativ gestreckten Fischen mit dunklem Längsstreifen, die nach Hyphessobrycon agulha als Hyphessobrycon agulha-Artengruppe genannt wird. Neben dem Schwarzen Neon und H. agulha gehören zur Hyphessobrycon agulha-Artengruppe H. clavatus, H. eschwartzae, H. klausanni, H. loretoensis, H. lucenorum, H. margitae, H. metae, H. mutabilis, H. peruvianus, H. wadai und H. zoe. Auch die Hyphessobrycon agulha-Artengruppe ist nicht monophyletisch, sondern mit der Hyphessobrycon heterorhabdus-Artengruppe verflochten, die nach dem Dreibandsalmler (Hyphessobrycon heterorhabdus) benannt ist.

## Aquaristik
Der Schwarze Neon wurde 1960 erstmals zum Zweck der Aquarienhaltung importiert und gehört bis heute zum Standardangebot der Zoofachgeschäfte. Heute werden zumeist Nachzuchten vertrieben.
Siehe auch: Blauer Neon, Grüner Neon, Roter Neon.

## Belege
1. ↑  Bruno F Melo, Rafaela P Ota, Ricardo C Benine, Fernando R Carvalho, Flavio C T Lima, George M T Mattox, Camila S Souza, Tiago C Faria, Lais Reia, Fabio F Roxo, Martha Valdez-Moreno, Thomas J Near, Claudio Oliveira (2024): Phylogenomics of Characidae, a hyper-diverse Neotropical freshwater fish lineage, with a phylogenetic classification including four families (Teleostei: Characiformes) Zoological Journal of the Linnean Society, Volume 202, Issue 1, September 2024, doi: 10.1093/zoolinnean/zlae101
2. ↑  Hans A. Baensch und Rüdiger Riehl: Aquarien Atlas. Band 1, Mergus Verlag, 1997, ISBN 3-88244-101-1.